# Hans-Herbert Brintzinger
Hans-Herbert Brintzinger (* 29. April 1935 in Jena; † 2. Juni 2019 in Konstanz) war ein deutscher Chemiker.

## Leben und Werk
Brintzinger wurde als Sohn des Jenaer Chemieprofessors Herbert Otto Brintzinger (1898–1969) geboren und wuchs in Jena und Oberlenningen auf. Ab 1953 studierte er Chemie an den Universitäten Tübingen und Basel. 1960 wurde er bei Hans Erlenmeyer in Basel zum Dr. phil. promoviert.  Nach der Habilitation 1964 in Basel ging er 1965 an die University of Michigan. Von 1972 bis 2003 war er Professor für Chemie an der Universität Konstanz. 1973 wurde er Sloan Research Fellow.
Brintzinger arbeitete auf dem Gebiet der metallorganischen Chemie. Besonders beschäftigte er sich mit der Entwicklung neuartiger Ziegler-Katalysatoren bzw. Kaminsky-Katalysatoren für die Polypropylenherstellung. In den achtziger Jahren entwickelte er Titan-Metallocene, bei denen die beiden Ringe über einer Kohlenstoffbindung verknüpft sind. Diese sogenannten ansa-Metallocene lassen sich chemisch so modifizieren, dass sich mit ihnen gezielt Polypropylen der gewünschten Taktizität erzeugen lässt. So lassen sich Polyolefine mit bestimmten Eigenschaften maßschneidern. Ein weiterer Vorteil ist ihre Effizienz – mit nur 100 g lassen sich über 100.000 kg Kunststoff gewinnen.

## Veröffentlichungen
Brintzinger veröffentlichte mehr als 100 Publikationen.
- Zur Metallspezifität ATP-abhängiger Enzyme. Eine komplexchemische Deutung, belegt am Beispiel der Hexokinase. Dissertation, Birkhäuser, 1960

## Auszeichnungen
- 1991 Karl Heinz Beckurts-Preis (Karl Heinz Beckurts-Stiftung)
- 1995 Alwin-Mittasch-Medaille (BASF AG)
- 1999 American Chemical Society Award in Organometallic Chemistry
- 2000 Karl-Ziegler-Preis (Karl-Ziegler-Stiftung)
- 2004 Giulio-Natta-Preis
- Ehrendoktorwürden: 2000 Universität Helsinki, 2004 Universität Heidelberg.